# سوزوکی هایابوسا
سوزوکی هایابوسا (به انگلیسی: Suzuki Hayabusa GSX1300R) یک موتورسیکلت ساخت شرکت ژاپنی سوزوکی است که از سال ۱۹۹۹ میلادی تاکنون تولید می‌شود. مدل اولیه این موتورسیکلت از سال ۱۹۹۹ تا ۲۰۰۷ با حجم موتور ۱٬۲۹۹ سی‌سی و از سال ۲۰۰۸ تا به امروز با حجم موتور ۱٬۳۴۰ سی‌سی تولید شده، این موتورسیکلت بلافاصله به عنوان سریعترین موتورسیکلت تولیدی جهان با حداکثر سرعت ۳۰۳ تا ۳۱۲ کیلومتر در ساعت (۱۸۸ تا ۱۹۴ مایل در ساعت) تحسین شد.
هایابوسا در زبان ژاپنی به معنای "شاهین" است.